# Riccardo Distefano
Riccardo Distefano (Catania, 20 marzo 1954) è un autore televisivo e personaggio televisivo italiano.

## Biografia
Dopo una carriera decennale da autore e attore teatrale iniziata negli anni Settanta, dal 1985 inizia la sua carriera come autore televisivo, firmando la prima edizione di Grand Hotel. Successivamente firmerà successi televisivi come Scherzi a parte e le prime edizioni di Buona domenica condotte da Marco Columbro e Lorella Cuccarini. Oltre a scrivere numerosi varietà televisivi, ha anche scritto le sceneggiature della sitcom Don Tonino. Dal 1999 appare in video come giudice del quiz televisivo Passaparola, in coppia con Alvise Borghi. Dal 2010 è membro del Comitato Direttivo dell'Associazione Nazionale Autori Radiotelevisivi e Teatrali e dal 2013 è membro del Consiglio di sorveglianza SIAE.

## Programmi televisivi
- Grand Hotel (Canale 5, 1985)
- Chi tiriamo in ballo? (Rai 2, 1986)
- Don Tonino (Italia 1, 1988-90)
- Conto su di te! (Rai 2, 1988-89)
- Ars Amanda (Rai 3, 1988)
- Paroliamo (Rai 2, 1988-89)
- Incontri senza frontiere (RSI, 1989)
- Star 90 (Rete 4, 1990)
- Sabato al circo (Canale 5, 1990)
- Il ficcanaso (Rete 4, 1990)
- Bellezze al bagno (Canale 5, 1991)
- Buona domenica (Canale 5, 1991-95)
- Cari genitori (Rete 4, 1991-92)
- Il TG delle vacanze (Canale 5, 1992)
- Questo è amore (Rete 4, 1993)
- Scherzi a parte (Italia 1, Canale 5, 1992-2007)
- La grande sfida (1992-93)
- Amare vuol dire (Canale 5, 1993)
- SuperKaraoke (Italia 1, 1993)
- Trenta ore per la vita (Reti Mediaset, 1994-98)
- Re per una notte (Italia 1, 1994-96)
- La stangata - Chi la fa l'aspetti (Canale 5, 1995)
- La grande avventura (Canale 5, 1995)
- Il Guinness dei primati (Canale 5, 1995)
- Il grande bluff (Canale 5, 1996-2000)
- Il boom (Canale 5, 1996)
- Domenica In (Rai 1, 1996-97)
- Carràmba! Che sorpresa (Rai 1, 1996)
- Retromarsh!!! (Telemontecarlo, 1996)
- Italiani nel mondo (Canale 5, 1997)
- Tiramisù (Canale 5, 1997)
- A tutta festa (Canale 5, 1998)
- Una goccia nel mare (Canale 5, 1998)
- Passaparola (Canale 5, 1999-2008)
- A tu per tu (Canale 5, 2000)
- Ricomincio da 20 (Canale 5, 2000)
- Donna sotto le stelle (Canale 5, 2000-01)
- Proposta indecente (Italia 1, 2001)
- Celebrità (Canale 5, 2002)
- Il Teo - Sono tornato normale (Canale 5, 2004)
- Sei un mito (Canale 5, 2005)
- Chi ha incastrato lo zio Gerry? (Canale 5, 2006)
- Stranamore (Rete 4, 2006-08)
- Reality Circus (Canale 5, 2006)
- 50-50 (Canale 5, 2008)
- Sarabanda (Canale 5, 2009)
- Io canto (Canale 5, 2009-in corso)
- Lo show dei record (Canale 5, 2010-in corso)
- Avanti un altro! (Canale 5, 2014-15)
- Caduta libera (Canale 5, 2015-in corso)
- Masters of magic (Canale 5, 2016)
- Little Big Show (Canale 5, 2017)
- The Wall (Canale 5, 2017-18)
- Concerto di Natale in Vaticano (Canale 5, 2017-18)
- Chi vuol essere milionario? (Canale 5, 2018-in corso)
- La ruota della fortuna (Canale 5, 2024-in corso)

## Programmi radiofonici
- Sbanca 101 (R101, 2006-08)[5]
- Regalo di compleanno (R101, 2007)
- Smile - Gli italiani fanno ridere (R101, 2008)

## Libri
- Giochi di parole (Edizioni Piemme, 2000)[6]
- I giochi del Gadano (Edizioni Piemme, 2001)[7]
- Pazzaparola. Gli strafalcioni più geniali sentiti in Tv (Dalai Editore, 2002)[8]
- Non ho un fisico da bronzo di Rialto (Dalai Editore, 2003)[9]